# Communauté de communes des portes du pays d'Othe
La communauté de communes des portes du pays d'Othe est une ancienne communauté de communes française située dans le département de l'Aube en région Grand Est.

## Historique
La communauté de communes est créée par un arrêté préfectoral du 18 décembre 2002 et entre en vigueur le 1er janvier 2003. Ses statuts sont modifiés le 20 octobre 2006.
Le 31 décembre 2016, la communauté de communes est scindée entre Troyes Champagne Métropole, que rejoignent Bucey-en-Othe, Estissac, Fontvannes, Messon, Prugny et Vauchassis, et la communauté de communes du Pays d'Othe Aixois, à laquelle adhèrent Bercenay-en-Othe, Chennegy et Neuville-sur-Vanne.

## Composition
Elle était composée des communes suivantes :
| Nom                | Code Insee | Gentilé                  | Superficie (km2) | Population (dernière pop. légale) | Densité (hab./km2) |
| ------------------ | ---------- | ------------------------ | ---------------- | --------------------------------- | ------------------ |
| Estissac (siège)   | 10142      | Liébautins               | 25,66            | 1 885 (2014)                      | 73                 |
| Bercenay-en-Othe   | 10037      | Dagnelles ou Daguenelles | 17,85            | 459 (2014)                        | 26                 |
| Bucey-en-Othe      | 10066      | Bucetons                 | 13,03            | 424 (2014)                        | 33                 |
| Chennegy           | 10096      | Caviots                  | 23,19            | 435 (2014)                        | 19                 |
| Fontvannes         | 10156      | Fontvannais              | 13,01            | 717 (2014)                        | 55                 |
| Messon             | 10240      | Messoniers               | 11,49            | 465 (2014)                        | 40                 |
| Neuville-sur-Vanne | 10263      | Neuvillois               | 17,25            | 421 (2014)                        | 24                 |
| Prugny             | 10307      | Prugneaux                | 8,62             | 385 (2014)                        | 45                 |
| Vauchassis         | 10396      | Cosins                   | 24,17            | 502 (2014)                        | 21                 |

## Compétences
Les compétences de la communauté de communes sont principalement :
- la collecte et traitement des déchets des ménages et déchets assimilés ;
- l'action sociale ;
- la création, l'aménagement, l'entretien et la gestion de zone d'activités industrielle, commerciale, tertiaire, artisanale ou touristique ;
- le tourisme ;
- la construction ou l'aménagement, l'entretien, la gestion d'équipements ou d'établissements culturels, socioculturels, socioéducatifs, sportifs ;
- la création et la réalisation de zone d'aménagement concerté (ZAC) ;
- la préfiguration et le fonctionnement des pays.

## Sources
- Le splaf - (Site sur la population et les limites administratives de la France)
- La base aspic de l'Aube - (Accès des services publics aux informations sur les collectivités)
- La population au 1er janvier 2008 des territoires de Champagne-Ardenne